# كارولين ليكي
كارولين ليكي (بالإنجليزية: Caroline Leakey)‏ (8 مارس 1827، إكزتر في المملكة المتحدة - 12 يوليو 1881، إكزتر في المملكة المتحدة)؛ شاعرة، كاتِبة وروائية بريطانية.